# Phanuel Kavita
Phanuel Kavita (* 9. März 1993 in Lubumbashi) ist ein kongolesischer Fußballspieler auf der Position des Abwehrspielers.

## Karriere

### Jugend und Amateurfußball
Kavita spielte vier Jahre lang für die Clemson Tigers das Collegeteam der Clemson University.

### Vereinskarriere
Am 17. Januar 2015 unterzeichnete Kavita einen Profivertrag nach der Homegrown Player Rule bei Real Salt Lake. Nachdem er zum Farmteam Real Monarchs geschickt worden war, absolvierte er sein Pflichtspieldebüt am 22. März 2015 beim 0:0 gegen LA Galaxy II in der United Soccer League.
Am 28. April 2017, verkündete Puerto Rico FC den Transfer von Kavita.
Am 12. Dezember 2017 unterschrieb Kavita einen Vertrag bei Saint Louis FC.
Nach der Aufgabe St. Louis FC vom Spielbetrieb, schloss sich Kavita zur Saison 2021 der Birmingham Legion an.